# گراهام مور
گراهام مور (انگلیسی: Graham Moore؛ زادهٔ ۱۹۸۱ (۴۳–۴۴ سال)) یک نویسنده، مهندس صدا، و فیلم‌نامه‌نویس اهل ایالات متحده آمریکا است.
مور در سال ۲۰۱۴ فیلم‌نامهٔ فیلم بازی تقلید را نوشت که در نهایت موفق به کسب جایزه اسکار بهترین فیلم‌نامهٔ اقتباسی شد.